# Galium dahuricum
Galium dahuricum är en måreväxtart som beskrevs av Porphir Kiril Nicolai Stepanowitsch Turczaninow och Carl Friedrich von Ledebour. Galium dahuricum ingår i släktet måror, och familjen måreväxter.

## Underarter
Arten delas in i följande underarter:
- G. d. dahuricum
- G. d. lasiocarpum